# Třebušín
Třebušín es una localidad situada en el distrito de Litoměřice, en la región de Ústí nad Labem, República Checa. Tiene una población estimada, a principios del año 2022, de 582 habitantes.
Está ubicada al este de la región, cerca de la orilla de los ríos Elba y Ohře, y de las regiones de Liberec y Bohemia Central.